# Munster Senior Club Football Championship
Il Munster Senior Club Football Championship è un torneo annuale di calcio gaelico che si tiene nel Munster, provincia irlandese. A parteciparvi sono tutti i club della provincia ad avere vinto il torneo della propria contea. I vincitori del torneo accedono alle semifinali dell'All-Ireland Senior Club Football Championship, dove sfidano le vincitrici delle altre tre province. I campioni in carica sono i Dr. Crokes di Kerry, i quali hanno sconfitto l'UCC di Cork.

## Elenco dei vincitori
|    | Squadra               | Vittorie | Anno delle vittorie                                                                      | Contea   |
| -- | --------------------- | -------- | ---------------------------------------------------------------------------------------- | -------- |
| 1. | Nemo Rangers          | 15       | 1972, 1974, 1975, 1978, 1981, 1983, 1987, 1988, 1993, 2000, 2001, 2002, 2005. 2007, 2010 | Cork     |
| 2. | St. Finbarr's         | 4        | 1979, 1980, 1982, 1986                                                                   | Cork     |
| 3. | Dr. Crokes            | 4        | 1990, 1991, 2006, 2011                                                                   | Kerry    |
|    | UCC                   | 3        | 1970, 1973, 1999                                                                         | Cork     |
| 5. | Castlehaven           | 3        | 1989, 1994, 1997                                                                         | Cork     |
| 6. | Kilmurry-Ibrickane    | 2        | 2004, 2009                                                                               | Clare    |
|    | Laune Rangers         | 2        | 1995, 1996                                                                               | Kerry    |
|    | Castleisland Desmonds | 2        | 1984, 1985                                                                               | Kerry    |
| 9. | Drom-Broadford        | 1        | 2008                                                                                     | Limerick |
|    | An Ghaeltacht         | 1        | 2003                                                                                     | Kerry    |
|    | Doonbeg               | 1        | 1998                                                                                     | Clare    |
|    | O'Donovan Rossa       | 1        | 1992                                                                                     | Cork     |
|    | Thomond College       | 1        | 1977                                                                                     | Limerick |
|    | Austin Stacks         | 1        | 1976                                                                                     | Kerry    |
|    | East Kerry            | 1        | 1970                                                                                     | Kerry    |

### Per contea
| # | Contea         | Titoli | Ultima vittoria          |
| - | -------------- | ------ | ------------------------ |
| 1 | Cork clubs     | 26     | Nemo Rangers, 2010       |
| 2 | Kerry clubs    | 11     | Dr. Crokes, 2011         |
| 3 | Clare clubs    | 3      | Kilmurry-Ibrickane, 2009 |
| 4 | Limerick clubs | 2      | Drom-Broadford, 2008     |

Nessun team di Tipperary o Waterford ha mai vinto il torneo.

## Albo d'oro
| Anno | Vincitore               | Contea   | Finalista             | Contea    |
| ---- | ----------------------- | -------- | --------------------- | --------- |
| 2011 | Dr. Crokes              | Kerry    | UCC                   | Cork      |
| 2010 | Nemo Rangers            | Cork     | Dr. Crokes            | Kerry     |
| 2009 | Kilmurry-Ibrickane      | Clare    | Kerins O'Rahilly's    | Kerry     |
| 2008 | Dromcollogher-Broadford | Limerick | Kilmurry-Ibrickane    | Clare     |
| 2007 | Nemo Rangers            | Cork     | Ballinacourty         | Waterford |
| 2006 | Dr. Crokes              | Kerry    | The Nire              | Waterford |
| 2005 | Nemo Rangers            | Cork     | St. Senan's, Kilkee   | Clare     |
| 2004 | Kilmurry-Ibrickane      | Clare    | Stradbally            | Waterford |
| 2003 | An Gaeltacht            | Kerry    | St. Senan's, Kilkee   | Clare     |
| 2002 | Nemo Rangers            | Cork     | Monaleen              | Limerick  |
| 2001 | Nemo Rangers            | Cork     | Fethard               | Tipperary |
| 2000 | Nemo Rangers            | Cork     | Glenflesk             | Kerry     |
| 1999 | UCC                     | Cork     | Doonbeg               | Clare     |
| 1998 | Doonbeg                 | Clare    | Moyle Rovers          | Tipperary |
| 1997 | Castlehaven             | Cork     | Fethard               | Tipperary |
| 1996 | Laune Rangers           | Kerry    | Clonakilty            | Cork      |
| 1995 | Laune Rangers           | Kerry    | Moyle Rovers          | Tipperary |
| 1994 | Castlehaven             | Cork     | Clonmel Commercials   | Tipperary |
| 1993 | Nemo Rangers            | Cork     | Kilmurry-Ibrickane    | Clare     |
| 1992 | O'Donovan Rossa         | Cork     | St. Senan's, Kilkee   | Clare     |
| 1991 | Dr. Crokes              | Kerry    | Doonbeg               | Clare     |
| 1990 | Dr. Crokes              | Kerry    | Clonmel Commercials   | Tipperary |
| 1989 | Castlehaven             | Cork     | St. Senan's, Kilkee   | Clare     |
| 1988 | Nemo Rangers            | Cork     | Kilrossanty           | Waterford |
| 1987 | Nemo Rangers            | Cork     | Newcastlewest         | Limerick  |
| 1986 | St. Finbarr's           | Cork     | Kilrossanty           | Waterford |
| 1985 | Castleisland Desmonds   | Kerry    | St. Finbarr's         | Cork      |
| 1984 | Castleisland Desmonds   | Kerry    | St. Finbarr's         | Cork      |
| 1983 | Nemo Rangers            | Cork     | Doonbeg               | Clare     |
| 1982 | St. Finbarr's           | Cork     | Castleisland Desmonds | Kerry     |
| 1981 | Nemo Rangers            | Cork     | Kilrush Shamrocks     | Clare     |
| 1980 | St. Finbarr's           | Cork     | Stradbally            | Waterford |
| 1979 | St. Finbarr's           | Cork     | Kilrush Shamrocks     | Clare     |
| 1978 | Nemo Rangers            | Cork     | Kilrush Shamrocks     | Clare     |
| 1977 | Thomond College         | Limerick | Nemo Rangers          | Cork      |
| 1976 | Austin Stacks           | Kerry    | St. Finbarr's         | Cork      |
| 1975 | Nemo Rangers            | Cork     | Austin Stacks         | Kerry     |
| 1974 | Nemo Rangers            | Cork     | Austin Stacks         | Kerry     |
| 1973 | UCC                     | Cork     | Loughmore-Castleiney  | Tipperary |
| 1972 | Nemo Rangers            | Cork     | Doonbeg               | Clare     |
| 1971 | UCC                     | Cork     | Clonmel Commercials   | Tipperary |
| 1970 | East Kerry              | Kerry    | Muskerry              | Cork      |
| 1969 | East Kerry              | Kerry    | Carbery               | Cork      |
| 1968 | Beara                   | Cork     | Mid Kerry             | Cork      |
| 1967 | St. Nicholas            | Cork     | John Mitchels         | Kerry     |
| 1966 | East Kerry              | Kerry    | Clonmel Commercials   | Tipperary |
| 1965 | Shannon Rangers         | Kerry    | Cooraclare            | Clare     |